# Гусятник
Гусятник — посёлок в Белинском районе Пензенской области России. Входит в состав Волчковского сельсовета.

## География
Расположен в 7 км к северо-востоку от села Волчково, на р. Малый Чембар.

## Население
| 2010 |
| ---- |
| 2    |

## История
Основан в 1920–е гг. Входил в состав Ключевского сельсовета и Шелалейского сельсовета. Колхоз «Родина Белинского».